# 캐럴 윈
캐럴 윈(영어: Carol Huynh, 1980년 11월 16일~)은 캐나다의 레슬링 선수, 지도자이다. 2008년 하계 올림픽에서 여자 자유형 플라이급 금메달을 획득하여 캐나다 최초의 여자 올림픽 레슬링 금메달리스트이자 2008년 올림픽 첫 캐나다 선수단의 금메달리스트가 되었다. 세계 레슬링 선수권 대회에서 은메달 1개, 동메달 3개를 획득했으며, 코먼웰스 게임 금메달 1개, 팬아메리칸 게임 금메달 2개, 유니버시아드 금메달 1개를 획득했다. 또한 캐나다 선수권 대회에서 11번 우승했다.
2012년 하계 올림픽에서 동메달을 획득한 후 현역에서 은퇴했으며, 2014년에 국제 레슬링 연맹 명예의 전당에 헌액되었다. 선수 생활을 마친 후에는 모교인 캘거리 대학교 레슬링팀의 코치를 맡았으며, 국제 레슬링 연맹 선수 위원회 회장을 맡기도 했다. 현재 캘거리를 기반으로 한 레슬링 클럽인 넥스트 겐의 코치로 활동하고 있다.

## 개인사
윈은 브리티시컬럼비아주에서 베트남 북부에서 온 화교 난민 부모의 딸로 태어났다. 그의 아버지는 중국 태생이지만 3세 시절에 베트남으로 이주했으며, 그의 어머니는 베트남에서 태어났다. 이들 부부는 캐나다연합교회의 후원하에 브리티시컬럼비아주 헤이즐턴 마을로 이주했다. 그는 15세 시절부터 레슬링을 시작했는데, 자매를 포함한 그의 가족들도 레슬링 선수로 활동했다.
윈은 1998년에 사이먼 프레이저 대학교에 입학했고, 2007년에 캘거리 대학교로 전학했다. 2005년에는 사회복지사 겸 전직 레슬링 선수인 댄 빅스와 결혼했다. 그는 선수 시절에 폴 라구사, 리 비얼링의 지도를 받았다.